# Алеево (Советский район)
Алеево (мар. Алисола) — деревня в Советском районе Республики Марий Эл. Входит в состав Кужмаринского сельского поселения.

## География
Находится в центральной части республики Марий Эл на расстоянии приблизительно 10 км по прямой на северо-запад от районного центра посёлка Советский.

## История
Деревня возникла в середине XVIII века. В 1891 году здесь было 64 двора, проживали 411 жителей. В разные годы в деревне находились промартель с сапожным и швейным цехами, 4 ветряные мельницы, смолокуренный завод, пожарное депо, библиотека. В 2004 году в деревне имелся 51 дом. В советское время работали колхозы «Кушнур» и «Ударник».

## Население
Население составляло 124 человека (мари 100 %) в 2002 году, 117 в 2010.